# Aeroportul Waukesha County
Aeroportul Waukesha County (IATA: UES, ICAO: KUES, FAA LID: UES) este un aeroport din Wisconsin, Statele Unite ale Americii. Aeroportul a fost tranzitat în 2019 de 144 de pasageri.
Situat la o altitudine de 278 m, aeroportul dispune de 2 piste.

## Infrastructură

### Piste
Aeroportul dispune de 2 piste. Pista 10/28 are suprafața de beton și dimensiunile 5.849 picioare × 100 picioare. Pista 18/36 are suprafața de asfalt și dimensiunile 3.599 picioare × 75 picioare. 